# تيبور بي ناغي
تيبور بي ناغي (بالإنجليزية: Tibor P. Nagy)‏ هو دبلوماسي أمريكي، ولد في 29 أبريل 1949 في بودابست في المجر.